# 第聂伯罗彼得罗夫斯克帮
第聂伯罗彼得罗夫斯克帮（羅馬化：Dnipropetrovskyi klan），简称聶伯城帮，成員被稱為聶伯城人（Дніпропетровці），是起源于苏联共产党内的一个非正式政治派系。其核心成員多出身自第聂伯罗州、哈尔科夫州等烏克蘭東部州縣，在乌克兰和俄罗斯政經界具有相當影響力。

## 發展歷史
第聂伯帮起源於1960年代的蘇聯，最早成員為前苏共中央总书记勃列日涅夫與一批非莫斯科出身的政治人物。由於勃列日涅夫出生在乌克兰第聂伯罗捷尔任斯克市，就學于第聂伯罗的彼得罗夫斯克冶金学院，又担任过彼得罗夫斯克州委第一书记，故他就任总书记后提拔的多为當地的亲信与同乡，地方色彩鮮明。該派系活動仰賴於國家授予的軍工複合體特權，主要透過把持如尤日馬什工廠（南方機械廠）等蘇維埃烏克蘭境內的科技、能源、軍備國營產業來攫取資金。
1982年，第聂伯帮的领袖、时任苏共中央总书记勃列日涅夫病逝，随后不属于第聂伯帮的尤里·安德罗波夫继任苏共中央总书记并开始清算第聂伯帮，包括基里连科等在内的一众第聂伯帮高官被驱逐出苏共高层。但安德罗波夫在执政仅15个月之后便病逝，第聂伯帮出身的康斯坦丁·契尔年科成为苏共中央总书记，对第聂伯帮的清算一度停止。但契尔年科也在执政13个月后病逝，随后米哈伊尔·戈尔巴乔夫成为新任苏共中央总书记并继续对第聂伯帮展开清算，包括吉洪诺夫、谢尔比茨基在内的众多第聂伯帮成员被驱逐出苏共中央。然其舊部或親屬仍得以控制烏克蘭工礦產業部門，並維持至蘇聯解體後。現今的第聶伯幫為企業寡頭集團，於烏克蘭、俄羅斯政經界保有相當大的影響力，諸如烏國前總統列昂尼德·庫契馬，前總理帕夫洛·拉扎連科、尤莉亞·提摩申科等皆有第聶伯幫的背景。

## 成员或政治盟友列表

### 勃列日涅夫亲信与同乡
- 安德烈·基里連科：苏共中央书记处书记
- 尼古拉·吉洪诺夫：苏联部长会议副主席
- 列昂尼德·斯米尔诺夫：苏联部长会议副主席
- 伊格纳季·诺维科夫：苏联部长会议副主席
- 弗拉基米尔·谢尔比茨基：乌克兰部长会议主席
- 尼古拉·晓洛科夫：苏联内务部长
- 格奥尔吉·齐涅夫
- 格奥尔基·帕夫洛夫：苏共中央办公厅主任
- 尼基塔·托卢别耶夫
- 瓦西里·德罗兹坚科
- 韦尼阿明·迪姆希茨
- 格奧爾吉·楚卡諾夫：苏共中央总书记助理
- 维克托·切布里科夫：苏联国安会副主席
- 伊万·鲍久尔：摩尔达维亚第一书记
- 阿列克谢·瓦琴科：第聂伯罗彼得罗夫斯克州委第一书记

### 勃列日涅夫任州委书记时的旧交
- 康斯坦丁·乌斯季诺维奇·契尔年科：苏共中央总务部部长
- 丁穆罕默德·库纳耶夫：哈萨克斯坦第一书记
- 伊万·哈里托诺维奇·尤纳克：图拉州第一书记
- 安德烈·安东诺维奇·格列奇科：苏联国防部长
- 阿列克谢·阿列克谢耶维奇·叶皮谢夫：苏联总政治部主任
- 谢苗·库兹米奇·茨维贡：苏联国安会第一副主席
- 帕维尔·尼基托维奇·阿尔费罗夫
- 康斯坦丁·斯捷潘诺维奇·格鲁谢沃伊：莫斯科军区政治部主任
- 谢尔盖·帕夫洛维奇·特拉佩尼科夫：苏共中央科学与教育部部长
- 尼古拉·费奥多罗维奇·瓦西里耶夫：苏联土地开垦和水资源部长

### 勃列日涅夫亲属
- 尤里·列昂尼多维奇·勃列日涅夫
- 加林娜·列昂尼多夫娜·勃列日涅娃
- 尤里·米哈伊洛维奇·丘尔巴诺夫
- 鲍里斯·巴甫洛维奇·布加耶夫
- 叶夫根尼·伊万诺维奇·恰佐夫
- 谢苗·库兹米奇·茨维贡